# تال بن هایم
تال بن هایم (به انگلیسی: Tal Ben Haim) مدافع اهل اسرائیل است که از سال ۲۰۰۲ تا ۲۰۱۳ میلادی عضو تیم ملی فوتبال اسرائیل بوده و در ۷۰ بازی ملی حضور داشته است. تال بن هایم توانسته در بازی‌های ملی، ۱ گل به ثمر برساند.